# 水野賢一
水野 賢一（みずの けんいち、1966年7月21日 - ）は、日本の政治家。
みんなの党幹事長（第3代）・政策調査会長（第2代）・参議院国会対策委員長（初代）、法務副大臣（第1次安倍内閣）、外務大臣政務官（第1次小泉内閣）、衆議院環境委員長、衆議院議員（4期）、参議院議員（1期）等を歴任した。
建設大臣や通商産業大臣、経済企画庁長官を務めた元衆議院議員の中尾栄一は実父。自由民主党総務会長や総務庁長官を務めた元衆議院議員の水野清は養父。異母兄弟の兄中尾嶺一は株式会社JNSの代表取締役(2019年10月28日に破産手続開始)を務めていた。

## 来歴
東京都港区生まれ。麻布中学校・高等学校、早稲田大学政治経済学部卒業。アメリカ合衆国のアル・ゴア上院議員事務所への留学を経て、養父・水野清衆議院議員の秘書を務める。
1996年、第41回衆議院議員総選挙に千葉9区から自由民主党公認で出馬。選挙区内の出身である読売巨人軍監督の長嶋茂雄からも支援を受けたが、新進党公認の実川幸夫に敗れ、落選。重複立候補していた比例南関東ブロックでも次点に終わった。1999年、石橋一弥の死去に伴う繰り上げ当選により、初当選した。当選後間もなく、志帥会の旗揚げに参加した。なお同会は、水野の実父・中尾栄一も所属していた政策科学研究所から多数の国会議員が分離独立する形で結成された。
2000年の第42回衆議院議員総選挙では再度千葉9区から自民党公認で出馬し、再選。なお、前回千葉9区で当選した実川幸夫は新進党解党後、自民党に入党していたため、コスタリカ方式により実川は比例南関東ブロックから出馬した。2003年の第43回衆議院議員総選挙、2005年の第44回衆議院議員総選挙でも千葉9区で当選（実川は第43回以降、新設された千葉13区から出馬）。
2001年、自由民主党青年局長に就任。2002年、第1次小泉内閣で外務大臣政務官に任命されたが、同年の台湾訪問を拒否されたため、8月25日に辞任した。その際、外務省の対中迎合姿勢、事なかれ主義を激しく批判した（政府高官では唯一内閣官房副長官の安倍晋三が全面的に擁護した）。
2005年、郵政解散の翌日（8月9日）に所属していた志帥会を離脱。なお水野は、郵政民営化に反対した志帥会会長の亀井静香のニューディーラー的な経済政策を、亀井が自民党を離党する以前から批判していた。
2006年、安倍内閣で法務副大臣に任命された。2008年、衆議院環境委員長に就任。2009年の第45回衆議院議員総選挙に自民党公認で千葉9区から出馬したが、民主党公認の奥野総一郎に敗れ、比例復活もならず落選した。
2010年4月、自民党に離党届を提出。みんなの党に入党し、同年7月の第22回参議院議員通常選挙に同党公認で千葉県選挙区から出馬。同区最下位で当選し、国政に復帰した。選挙後、みんなの党幹事長代理及び参議院国会対策委員長に就任。なお8月4日、自民党は水野が提出した離党届を受理せず、除名処分を決定した（水野の立候補が、千葉県選挙区選出の椎名一保の落選の遠因になったため）。
2013年8月、党役員人事で江田憲司が幹事長を事実上更迭され、後任に浅尾慶一郎政策調査会長が就任。浅尾の後任に水野が起用され、参議院国会対策委員長に留任。
2014年4月、渡辺喜美がDHCから借用金8億円を受け取っていた問題を受けて党代表を辞任。後任に幹事長の浅尾慶一郎が選出され、浅尾の後任の幹事長に水野が起用された。同年12月、参議院の会派「みんなの党」に所属していた松田公太ら6名が、新たな会派「日本を元気にする会」の設立に伴い離脱したのに合わせて、会派名を「無所属クラブ」に改めた。無所属クラブには水野、中西健治、薬師寺道代、渡辺美知太郎が入会し、会派代表には水野が就いた。
2015年12月4日に水野は参議院事務局に対し会派「無所属クラブ」の離脱を届け出、同日民主党の参議院会派である民主党・新緑風会の参議院議員総会で、水野が党籍無所属のまま会派に入会することが承認された。2016年3月27日に民進党が結党されると合流した。
2016年7月の第24回参議院議員通常選挙で落選。

## 政策・主張
- 選択的夫婦別姓制度の導入に賛成[5]。「夫婦は同姓というのも明治以降に決まったことにすぎない。それ以前の時代は武家以外が姓を名乗ることは制限されていたが、武士階級では別姓だった」「選択的というので、好きな方を選べるようにするということにすぎない。至極常識的な考え」と述べている[6]。
- 2014年11月、みんなの党の解党を受け、既に受け取った政党助成金について、所属議員らに分配せず、国庫に返納する考えを表明した[7]。

## 人物
- 好きなものはラーメン、柿の種、フルーツジュース。

## 所属団体・議員連盟
- 環境整備・生活排水適正処理推進議員連盟
- 参議院日本ポーランド友好議員連盟
- 参議院日墺友好議員連盟
- 日華議員懇談会